# Фомкин, Александр Ильич
Александр Ильич Фомкин (1924, Елизаветино, Орловская губерния, РСФСР, СССР — 2000) — советский и российский художник, народный художник Российской Федерации (1994).

## Биография
Родился в 1924 году в деревне Елизаветино Малоархангельского района Орловской области, в 1929 году семья перебралась в Москву.
В 1939 году — поступил в Московскую среднюю художественную школу, где учился вместе с В. Ивановым, Г. Коржевым, А. Сухановым, П. Оссовским и другими, составившими впоследствии знаменитый первый военный выпуск 1944 года.
В 1944 году по рекомендации С. В. Герасимова был зачислен в Московский художественный институт без вступительных экзаменов по специальности, где учился под руководством А. Максимова, А. Осмеркина и П. Котова.
Дипломная картина молодого художника «И. Н. Крамской и В. В. Стасов в мастерской у И. Е. Репина».
В 1955 году — защитил кандидатскую диссертацию по специальности «искусствоведение» (тема диссертации — полотно «Отказ Чернышевского от исповеди») и начинает преподавательскую деятельность в Московском художественном институте имени Сурикова.
Тогда же происходит «сдвиг» в творчестве, от жанровых социальных картин он уходит к тому, к чему стремится его душа: к пейзажам и натюрморту, много лет, вместе со своими студентами, выезжал в Торопецкий район Тверской области и во Владимирскую область на поиски той русской красоты, которой так восхищался в детстве, и очень часть бывал в родной деревне, и из этих поездок привозил огромное количество эскизов в Москву.
Был постоянным участником всесоюзных и всероссийских выставок, много выставлялся за рубежом (в Великобритании, Италии, Франции, Германии и т. д.), его последняя большая выставка работ состоялась уже после его смерти в Московском академическом художественном лицее Российской Академии Художеств.
Александр Ильич Фомкин умер в 2000 году.

### Семья
- родители — Илья Петрович и Екатерина Никитична Фомкины
- старшие братья — Дмитрий и Леонид, оба погибли в Великую Отечественную войну

## Память
В его родной деревне был установлен памятный знак, посвященный художнику.

## Награды
- Народный художник Российской Федерации (21 июня 1994) — за большие заслуги в области изобразительного искусства
- Заслуженный художник РСФСР (1985)